# Schell City (Misuri)
Schell City es una ciudad ubicada en el condado de Vernon en el estado estadounidense de Misuri. En el Censo de 2010 tenía una población de 249 habitantes y una densidad poblacional de 152,6 personas por km².

## Geografía
Schell City se encuentra ubicada en las coordenadas 38°1′9″N 94°7′0″O / 38.01917, -94.11667. Según la Oficina del Censo de los Estados Unidos, Schell City tiene una superficie total de 1.63 km², de la cual 1.61 km² corresponden a tierra firme y (1.43%) 0.02 km² es agua.

## Demografía
Según el censo de 2010, había 249 personas residiendo en Schell City. La densidad de población era de 152,6 hab./km². De los 249 habitantes, Schell City estaba compuesto por el 97.59% blancos, el 0% eran afroamericanos, el 1.61% eran amerindios, el 0% eran asiáticos, el 0% eran isleños del Pacífico, el 0% eran de otras razas y el 0.8% pertenecían a dos o más razas. Del total de la población el 1.61% eran hispanos o latinos de cualquier raza.